# Gol Solejmanabad
Gol Solejmanabad – wieś w Iranie, w ostanie Azerbejdżan Zachodni, w szahrestanie Mijandoab. W 2006 roku liczyła 2923 mieszkańców.